# Chiangmaiana buddhi
Chiangmaiana buddhi is een vlinder uit de familie van de Houtboorders (Cossidae). De wetenschappelijke naam van deze soort is voor het eerst voorgesteld als Nirvana buddhi door Roman Viktorovitsj Jakovlev in een publicatie uit 2004.
De soort komt voor in Thailand.